# Josépha Madoki
Josépha Madoki, aussi connue sous son nom de scène Princess Madoki, est une danseuse congolaise et française, née le 9 janvier 1981 à Kinshasa (Zaïre).

## Biographie

### Enfance et éducation
Josépha Madoki Mayemba naît le 9 janvier 1981 à Kinshasa (Zaïre) et arrive à Lille à trois ans. Sa mère est assistante maternelle et son père est ingénieur.
À seize ans, Josépha Madoki intègre une compagnie semi-professionnelle de danse hip-hop,. En 2003, elle part à Paris et intègre l'Académie internationale de danse, après avoir commencé et abandonné des études de droit, ce qui lui vaut de perdre contact plusieurs années avec ses parents.
Elle acquiert la nationalité française par naturalisation le 12 janvier 2011.

### Début de carrière
Après sa formation, elle doit passer une centaine d'auditions avant d'avoir son premier contrat, qui lui est attribué par Yano Iatridès. Elle collabore ensuite aux spectacles de Sidi Larbi Cherkaoui à partir de 2013, avec l'adaptation au théâtre d'Une saison au Congo, et Babson du Wanted Posse, participant aussi à la comédie musicale Kirikou et Karaba de Wayne McGregor. Cette tournée dure trois ans et lance sa carrière.
Lors de la tournée, Madoki assiste à une conférence sur l'excision. Elle en tire son premier spectacle solo, « Mes mots sont tes maux », en 2010, pour lequel elle remporte le concours Paris Jeunes Talents, qui lui permet de monter sa propre compagnie de danse.

### Waacking
Josépha Madoki mélange les influences de danse contemporaine, de hip hop et de danse africaine.
Elle découvre le waacking en 2006, ne se lançant qu'en 2012 dans la discipline après avoir vu Yoshie Khoda faire une démonstration au festival Juste Debout. En 2013, elle arrive en finale du festival Street Star en Suède, en ayant battu Khoda. Avec les waackeuses Mounia et SonYa, elle crée le collectif de waacking Ma Dame Paris, implanté à Saint-Ouen-sur-Seine.
En 2017, elle défile pour Issey Miyake à la Semaine de la mode de Paris, avec une chorégraphie de Damien Jalet. Elle apparaît la même année dans Suspiria.
Elle est castée pour un solo dans le clip Apeshit de Beyoncé et Jay-Z tourné au musée du Louvre,. Elle est la seule danseuse de waacking et la seule Française dans le clip, qui est chorégraphié par Cherkaoui,.
En février 2019, elle organise le All Europe Waacking Festival. En avril de la même année, elle joue dans l'Alceste de Christoph Willibald Gluck chorégraphié par Sidi Larbi Cherkaoui.
En 2023, elle joue dans Roméo et Juliette mis en scène par Thomas Jolly à l'Opéra national de Paris.
En 2024, elle lance un nouveau spectacle, D.I.S.C.O. (Don't Initiate Social Contact with Others).